# Величко Хаджиангелов
Величко Хаджиангелов е български либерал и кмет на Дупница.

## Биография
Величко Хаджиангелов е роден през 1827 година в дупнишкото село Баланово, син е на преселник от Македония. Завършва трети клас, а по професия е ханджия. Участва в освободителното движение на България и в обществено-политическия живот на Дупница, като защитава либерални принципи. 
През 1878 година е избран за пръв кмет на новоосвободения град Дупница и се заема с възстановяването на реда в града. Като такъв по право е избран за депутат в Учредителното събрание през 1879 година в Търново.
Умира през 1912 година в Дупница.

## Противоречие
В първото печатно издание на дневниците от Учредителното събрание в Търново през 1879 г., в списъка с представители, вместо Величко Хаджиангелов е посочено името на Васил Мазников. Подпис "В.Мазников" има и под текста на Търновската конституция. По всяка вероятност Величко Хаджиангелов не е присъствал на заседанията на Учредителното събрание.